# Leo Damrosch
Leo Damrosch (* 1941 in Manila) ist ein amerikanischer Autor und emeritierter Literaturprofessor.
Damrosch studierte in Yale und am Trinity College in Cambridge. 1968 machte er seinen PhD an der Princeton University. Anschließend war er als Professor für englische Literatur an der University of Virginia (1966–83) und der University of Maryland at College Park (1983–89) tätig. Von 1989 bis zu seiner Emeritierung unterrichtete er in Harvard. 2005 veröffentlichte er eine Biographie über Jean-Jacques Rousseau.
2007 wurde er in die American Academy of Arts and Sciences gewählt.

## Werke
- Jean-Jacques Rousseau. Restless Genius, Houghton Mifflin, 2005
- Tocqueville’s Discovery of America, Farrar, Straus and Giroux, 2010
- Jonathan Swift. His Life and His World, Yale University Press, 2013
- Adventurer. The life and Times of Giacomo Casanova, Yale University Press, 2022